# صموئيل إس. جونز
صموئيل إس. جونز (بالإنجليزية: Samuel S. Jones) هو سياسي أمريكي، ولد في 3 سبتمبر 1854. انتخب عضو جمعية ولاية ويسكونسن.